# Alexandre Cusson
Alexandre Cusson, né le 22 octobre 1968, est un homme politique québécois. Maire de Drummondville de 2013 à 2020 et président de l'Union des municipalités du Québec (UMQ) de 2017 à 2019, il se lance dans la course à la direction du Parti libéral du Québec de 2020 le 23 novembre 2019, lors du conseil général de cette formation politique à Sherbrooke, afin de succéder à Philippe Couillard. Sa campagne a été officiellement lancée le 26 janvier à Québec.

## Biographie
Diplômé en administration des affaires et détenteur d'une maîtrise en éducation profil administration scolaire, il commence sa carrière comme enseignant, puis comme directeur du service aux élèves du collège Saint-Bernard, une école secondaire privée de Drummondville. Il en devient le directeur général en 1997.
Après plus de vingt-cinq ans dans le domaine de l'éducation, Cusson fait le saut en politique en 2013, en se faisant élire comme maire de Drummondville avec une majorité de plus de 70 %. Il est réélu par acclamation en 2017, la même année durant laquelle il devient président de l'Union des municipalités du Québec. En octobre 2019, il signe, en compagnie de la Fédération québécois des municipalités ainsi que des villes de Montréal et Québec, un nouveau pacte fiscal avec le premier ministre François Legault qui garantit aux municipalités le transfert de « l'équivalent de la croissance des revenus produits d'un point de la TVQ ». Il démissionne en 2019 de son poste de président afin de se lancer dans la course à la direction du Parti libéral du Québec.
Il annonce sa candidature à la direction le 23 novembre 2019, sous le signe de l'éthique et de la transparence. Il propose la création d'une direction de l'éthique et de la conformité au sein du parti  et souhaite également procéder à des changements au processus de nominations des candidats aux élections du parti en instaurant des investitures ouvertes. Cusson propose également d'amorcer une réflexion quant à l'exploitation, par différentes entreprises internationales, de l'eau potable au Québec.
Le 11 mai 2020, il se retire de la course à la direction du Parti libéral, ce qui permet de couronner automatiquement la nouvelle cheffe Dominique Anglade.        
Il devient directeur général chez les Éleveurs de porcs du Québec en juillet 2020.

## Implication bénévole
Reconnu pour son engagement social et communautaire, il a assumé, au fil des ans, la présidence de plusieurs organisations, dont le Mondial des Cultures, le Centre d’action bénévole Drummond et le Club Rotary de Drummondville. 
Au cours des années, Alexandre Cusson s’est également impliqué comme conseiller pédagogique des Voltigeurs dans la Ligue de hockey junior majeur du Québec ainsi qu’au sein de plusieurs conseils d’administration, notamment avec Les Légendes fantastiques, le Centre d’aide aux entreprises et la Fédération des établissements d’enseignement privés.